# Atrobucca trewavasae
Atrobucca trewavasae is een  straalvinnige vissensoort uit de familie van ombervissen (Sciaenidae). De wetenschappelijke naam van de soort is voor het eerst geldig gepubliceerd in 1975 door Talwar & Sathirajan.